# Marisora
Genre
Marisora est un genre de sauriens de la famille des Scincidae.

## Répartition
Les 7 espèces de ce genre se rencontrent au Mexique, en Amérique centrale, en Colombie et au Venezuela.

## Liste des espèces
Selon The Reptile Database (25 avril 2014) :
- Marisora alliacea (Cope, 1875)
- Marisora aurulae Hedges & Conn, 2012
- Marisora brachypoda (Taylor, 1956)
- Marisora falconensis (Mijares-Urrutia & Arends, 1997)
- Marisora magnacornae Hedges & Conn, 2012
- Marisora roatanae Hedges & Conn, 2012
- Marisora unimarginata (Cope, 1862)

## Étymologie
Le nom spécifique Marisora vient du latin maris, la mer, et de ora, la côte, le rivage, en référence à la distribution de ce genre.

## Publication originale
- Hedges & Conn, 2012 : A new skink fauna from Caribbean islands (Squamata, Mabuyidae, Mabuyinae). Zootaxa, no 3288, p. 1–244 (texte intégral).